# Diastole

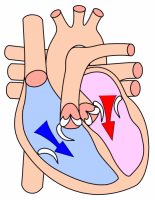
Il cuore durante la diastole ventricolare

La diastole è il periodo di rilassamento del muscolo cardiaco dopo la contrazione (sistole).

## Etimologia
Dal latino tardo diastŏle, greco διαστολή, «dilatazione», derivato da διαστέλλω, «disunire, dilatare».

## Descrizione
A seconda delle cavità cardiache interessate si parla di diastole ventricolare (rilassamento del ventricolo) o di diastole atriale (rilassamento dell'atrio).
Durante la diastole ventricolare, la pressione nei ventricoli (destro e sinistro) decresce dai valori del picco raggiunti durante la sistole e nel momento in cui la pressione del ventricolo sinistro va al di sotto della pressione dell'atrio sinistro, la valvola mitrale si apre e il sangue fluisce dall'atrio accumulandosi nel ventricolo (volume telediastolico).
Si usa l'aggettivo diastolico in riferimento al periodo di rilassamento del cuore tra due contrazioni muscolari ed è usato per definire una delle due componenti della misurazione della pressione sanguigna; pressione diastolica si riferisce infatti al valore pressorio del sangue arterioso più basso raggiunto durante il battito cardiaco (al contrario la pressione sistolica è il valore più alto).
Menzionando ad esempio una pressione sanguigna di 120/80 ci si riferisce infatti rispettivamente ai valori di sistole ventricolare (120) e diastole ventricolare (80), in mm di mercurio (mmHg).